# Hajdúböszörményi járás
A Hajdúböszörményi járás Hajdú-Bihar vármegyéhez tartozó járás Magyarországon, amely 2013-ban jött létre. Székhelye Hajdúböszörmény. Területe 471,43 km², népessége 40 194 fő, népsűrűsége 85 fő/km² volt a 2012. évi adatok szerint. Két város (Hajdúböszörmény és Hajdúdorog) tartozik hozzá, viszont egyetlen község sem.
A Hajdúböszörményi járás 1901-től 1926-ig is létezett, akkor Hajdú vármegyéhez tartozott, székhelye akkor is Hajdúböszörmény volt.

## Települései
| Település       | Rang (2013. július 15.) | Kistérség (2013. január 1.) | Népesség (2012. január 1.) | Terület (km²) | Településvezető                      |
| --------------- | ----------------------- | --------------------------- | -------------------------- | ------------- | ------------------------------------ |
| Hajdúböszörmény | járásszékhely város     | Hajdúböszörményi            | 31 306                     | 370,78        | Göröghné Bocskai Éva (BHO Egyesület) |
| Hajdúdorog      | város                   | Hajdúböszörményi            | 8 888                      | 100,65        | Horváth Zoltán (Fidesz-KDNP)         |